# کالسکوئسترین

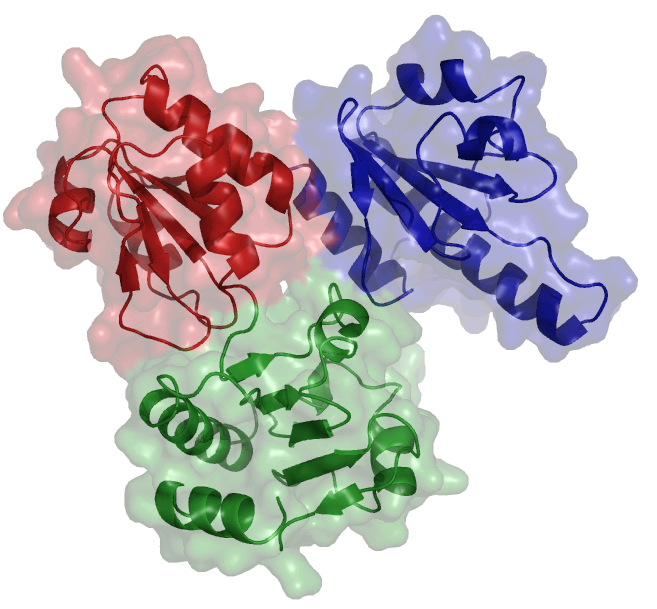
کالسکوئسترین 1 (ماهیچه اسکلتی تند). مونومر کالسکوئسترین که نشان‌دهنده سه دامین تکرار شونده آن است.

کالسکوئسترین یک پروتئین متصل شونده به کلسیم استکه درون شبکه سارکوپلاسمی به‌عنوان یک بافر کلسیم عمل می‌کند. این پروتئین به نگهداری کلسیم درون سیسترنای شبکه سارکوپلاسمی بعد از انقباض عضله و حتی با وجود شیب غلضت بالای کلسیم در جهت خروج از شبکه سارکوپلاسمی و ورود به سیتوزول، کمک می‌کند. کالسکوئسترین همچنین ذخیرۀ بیش از حد یون های کلسیم درون شبکه سارکوپلاسمی را تسهیل می کند. هر مولکول کالسکوئسترین می تواند به 18 تا 50 یون کلسیم متصل شود. آنالیز های توالی این پروتئین مشخص کرده است که این ظرفیت اتصالی بالای پروتئین به کلسیم ها نه فقط به خاطر موتیف های EF-hand بلکه به دلیل سطح باردار (بار منفی) پروتئین کالسکوئسترین است.
دو ایزوفرم از این پروتئین شناسایی شده اند: فرم قلبی یا کالسکوئستین-2 یا CASQ2 که در ماهیچه قلبی و ماهیچه اسکلتی کند حضور دارد و فرم اسکلتی تند یا کالسکوئسترین-1 یا CASQ1 که در ماهیچه های اسکلتی تند دیده می شود. آزادسازی کلسیم های متصل به کالسکوئسترین (از طریق کانال های آزادسازی کلسیم) موجب انقباض عضلات می شود. جهت عملکرد صحیح، فسفریلاسیون هر دو فرم این پروتئین توسط آنزیم کازئین کیناز II رخ می دهد ولی فرم قلبی آن سریع تر و با درجه بالاتری فسفریله می شود.
ساختار فعال این پروتئین ساختار عالی و پیچیده ای نداشته و 50 درصد آن یک کانفورماسیون رندوم کویل دارد. زمانیکه کلسیم به این پروتئین متصل می شود، تغییر ساختاری در آن بوجود می آید به گونه ای که درصد مارپیچ آلفای آن از 3 درصد به 11 درصد افزایش می یابد.
مشخص شده است که پروتئین های شبه کالسکوئسترین در ارگانیسم های گوناگون و دیگر بافت های بدن مانند معده، ماهیچه صاف و حتی در گیاهان نیز حضور دارد که مکانیسم عمل دقیق آنها مشخص نیست. گمان می شود وجود این پروتئین در لوله گوارش نقش دفاعی داشته باشد و با اتصال به کلسیم های درون لومن معده، باکتری ها را از مصرف کلسیم محروم کند.

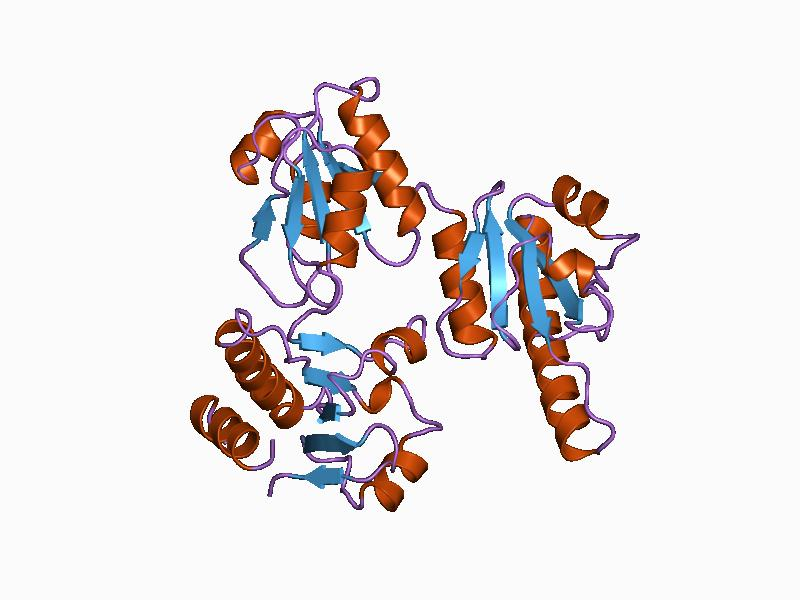
ساختار کریستالی کالسکوئسترین از شبکه سارکوپلاسمی ماهیچه اسکلتی خرگوش اروپایی در رزولوشن 2.4A

## کالسکوئسترین قلبی
کالسکوئسترین قلبی (CASQ2) نقشی جدایی ناپذیر را در تنظیم فعالیت قلب ایفا می کند. جهش ها در ژن کالسکوئسترین-2 در ارتباط نزدیکی با آریتمی قلبی و مرگ ناگهانی هستند. به نظر می رسد که CASQ2 در جفت سازی تحریک-انقباض و فرآیند "آزادسازی کلسیم به واسطه کلسیم" یا "CICR" نقش دارد. علاوه بر آن، کالسکوئسترین-2 مکانیزم CICR را با طویل سازی فرآیند شارژ مجدد شبکه سارکوپلاسمی با یون های کلسیم، تعدیل می سازد. کمبود یا جهش در ژن CASQ2 رابطه مستقیمی با بیماری تاکی کاردی بطنی پلی مورفیک کَتِکول آمینرژیک یا CPVT دارد. یک جهش می تواند با اختلال در توانایی پلیمریزاسیون خطی پروتئین CASQ2 که مستقیما ظرفیت بالای اتصال آن به کلسیم را مورد هدف قرار می دهد، زیانبار تلقی شود. همچنین، به نظر می رسد که مرکز هیدروفوبیک دامین II این پروتئین برای عملکردش ضروری است زیرا یک جهش تک آمینواسیدی در این دامین منجر به تجمع مولکولی پروتئین و اختلال در اتصالش به یون های کلسیم می شود.
1. ↑  Wang, Qian; Michalak, Marek (2020-09). "Calsequestrin. Structure, function, and evolution". Cell Calcium (به انگلیسی). 90: 102242. doi:10.1016/j.ceca.2020.102242. {{cite journal}}: Check date values in: |date= (help)
2. ↑  Cala, S E; Jones, L R (1991-01). "Phosphorylation of cardiac and skeletal muscle calsequestrin isoforms by casein kinase II. Demonstration of a cluster of unique rapidly phosphorylated sites in cardiac calsequestrin". Journal of Biological Chemistry (به انگلیسی). 266 (1): 391–398. doi:10.1016/S0021-9258(18)52447-9. {{cite journal}}: Check date values in: |date= (help)
3. 1 2  Slupsky, Joseph R.; Ohnishi, Mamoru; Carpenter, Michael R.; Reithmeier, Reinhart A. F. (1987-10-01). "Characterization of cardiac calsequestrin". Biochemistry (به انگلیسی). 26 (20): 6539–6544. doi:10.1021/bi00394a038. ISSN 0006-2960.
4. ↑  NováK, P.; Soukup, T. (2011-06-30). "Calsequestrin Distribution, Structure and Function, Its Role in Normal and Pathological Situations and the Effect of Thyroid Hormones" (PDF). Physiological Research (به انگلیسی): 439–452. doi:10.33549/physiolres.931989. ISSN 1802-9973.
5. 1 2  Terentyev, Dmitry; Viatchenko-Karpinski, Serge; Györke, Inna; Volpe, Pompeo; Williams, Simon C.; Györke, Sandor (2003-09-30). "Calsequestrin determines the functional size and stability of cardiac intracellular calcium stores: Mechanism for hereditary arrhythmia". Proceedings of the National Academy of Sciences (به انگلیسی). 100 (20): 11759–11764. doi:10.1073/pnas.1932318100. ISSN 0027-8424. PMC 208831. PMID 13130076.{{cite journal}}:  نگهداری یادکرد:فرمت پارامتر PMC (link)
6. 1 2 3  Kim, EunJung; Youn, Buhyun; Kemper, Lenord; Campbell, Cait; Milting, Hendrik; Varsanyi, Magdolna; Kang, ChulHee (2007-11). "Characterization of Human Cardiac Calsequestrin and its Deleterious Mutants". Journal of Molecular Biology (به انگلیسی). 373 (4): 1047–1057. doi:10.1016/j.jmb.2007.08.055. {{cite journal}}: Check date values in: |date= (help)